# Don't Stop the Music (canción de Rihanna)
«Don't Stop the Music» (en español: «Que no pare la música») es una canción dance pop interpretada por la cantante barbadense Rihanna, incluida originalmente en su tercer álbum de estudio, Good Girl Gone Bad (2007). Fue el tercer sencillo del álbum en la mayoría de Europa, el segundo en Alemania y España, y el cuarto en el resto del mundo. Fue enviado primero a la radio el 27 de diciembre de 2006 en Estados Unidos y lanzado físicamente el 7 de septiembre de 2007 en Alemania y en otros lugares en fechas posteriores. La canción de ritmo rápido ha destacado las características de la música de baile con influencias del tecno y el house y trata líricamente sobre divertirse en la pista de baile.
Es uno de los sencillos más aclamados por la crítica y con mayores ventas de Rihanna. Obtuvo altos resultados comerciales y certificaciones en varios países, alcanzando los cinco primeros lugares en dieciocho de ellos. Así, entre ellos Australia, Bélgica, Francia, Finlandia, Irlanda, Países Bajos, Canadá y los Estados Unidos. La canción alcanzó su pico más alto internacionales en once países en el número 1 entre ellos Australia, Bélgica, Francia, Finlandia y Alemania y ha vendido más de 7 millones de copias a nivel mundial.

## Antecedentes e influencias
«Don't Stop the Music» originalmente fue compuesta y producida por el dúo de producción noruego Stargate, en tanto que una parte de su letra fue escrita por Tawanna Dabney y Michael Jackson. Stargate ya había producido los sencillos «Unfaithful» (2006) y «Hate That I Love You» (2007). «Don't Stop the Music» se grabó en los Battery Studios en la ciudad de Nueva York y en los Westlake Recording Studios de Los Ángeles, y fue remezclada por Phil Tan. La canción tiende a repetir el estribillo «Mama-say, mama-sa, ma-ma-ko-ssa», el cual proviene de la canción «Wanna Be Startin' Somethin'» del disco Thriller de Michael Jackson, grabada en 1982. Durante el mes de febrero de 2009, el músico camerunés Manu Dibango comenzó una demanda en la que se mencionaba que tanto «Don't Stop the Music» como «Wanna Be Startin' Something» se utilizaba el estribillo sin su permiso legal. Dibango argumentó que el estribillo proviene de su sencillo «Soul Makossa», publicado en 1973. De acuerdo con la Agence France-Presse, Jackson admitió haber tomado esa frase e incluirla en su canción sin pedir el permiso de Dibango dentro de un marco legal. Sin embargo, cuando Rihanna le preguntó a Jackson en 2007 sobre la posibilidad de usar esa misma línea, este último accedió sin tomar de nueva cuenta al cantante de Camerún. Los abogados de éste llevaron el caso a una corte parisina, en donde se estipulaba que debían pagarse 500.000€ por daños, los cuales tenían que ser pagados por las discográficas Sony BMG, EMI y Warner Music hasta que el caso se diera por concluido.
La canción fue el cuarto sencillo del tercer álbum de estudio de Rihanna, Good Girl Gone Bad. Antes de que fuera oficial su lanzamiento, dos remezclas de la canción fueron puestas en venta el 7 de agosto de 2007 mediante descargas digitales en Estados Unidos y Canadá; estos fueron hechos por Solitaire's More Drama y The Wideboys Club Mix. El 7 de septiembre de 2007, un extended play de «Don't Stop the Music» fue publicado vía iTunes en algunos países, incluidos Australia, Austria, Italia, Japón, Nueva Zelanda y España. Este contiene la versión de The Wideboys Club Mix, la versión original que aparece en el álbum y otra de corte instrumental. Ese mismo día, «Don't Stop the Music» se lanzó como sencillo en formato CD en Alemania, el cual contenía la misma versión extendida junto al video musical de la canción. En octubre de 2007, fue publicado el mismo disco en Francia. Def Jam Recordings envío la canción a diversas radiodifusoras para que esta fuera lanzada al aire y fuese conocida por el público de los Estados Unidos el 13 de enero de 2008. Siete días después, también fue transmitida la canción en radios especializadas en música rítmica y contemporánea. Nueve remezclas, incluyendo la versión de álbum de «Don't Stop the Music», salieron en formato digital para ser descargados de internet en varios países el 14 de mayo de 2008.

## Composición
«Don't Stop the Music» es una canción de géneros dance pop y techno cuya duración oscila entre los 4 minutos y 27 segundos. De acuerdo con una partitura digital publicada en Musicnotes.com por parte de Sony/ATV Music Publishing, la melodía principal fluye con fa menor dentro de un compás moderado, con un tempo medio. El rango vocal de Rihanna inicia en la3 hasta una tonalidad cercana a la nota re4. Bill Lamb de About.com mencionó que «algunas veces la delicada voz de Rihanna se combina con un sonido apto que envuelve toda la sala dondequiera se toque la canción, lo que te causan ganas de querer hacer coro con su tono vocal». La canción contiene una vasta variedad de ritmos usados principalmente en el hip hop. La instrumentación incluye un sintetizador que es lo que crea cada uno de los pulsos mientras que Rihanna canta la letra. Al inicio de la canción, se escucha una síncopa y varios muestreos que entremezclan diferentes tonos y ritmos que están superpuestos unos con otros. Sal Cinquemani de Slant Magazine, comparó la canción con otro sencillo de Rihanna, titulado «SOS».
La línea «Mama say, mama sa, mama coosa», fue sacada de la canción post-disco de 1983 «Wanna Be Startin' Somethin'» de Michael Jackson, con la intención de agregar una «estructura musical pulsante». Líricamente, «Don't Stop the Music» trata sobre la atracción mutua que surge entre una mujer y un hombre que se encuentran dentro de una pista de baile. Shaun Newport del sitio musical británico musicOMH, concluyó que la canción hace referencia al interés que Rihanna muestra por el mundo de la música, lo cual puede ser inferido de la línea «DJ let it play, I just can't refuse it, like the way you do this. Keep on rockin' to it» («Deja la música DJ, no puedo negar la forma en que lo haces. Vayamos a festejar con ella».).

## Recepción

### Comentarios de la crítica
«Don't Stop the Music» recibió una aceptación positiva por parte de los especialistas musicales, quienes elogiaron la incorporación de la línea «Mama-say, mama-sa, ma-ma-ko-ssa». Tom Breihan de Pitchfork Media denominó la canción como «una sorprendente demencia de euroclub combinada con sintetizadores y demasiados bajos». Después comentó que la rima de Jackson «se escucha de la misma forma borrosa en la que se oye en la pista original, incluso se distingue su sonido aún dentro del poderoso sonido de la canción». Bill Lamb de About.com elogió la canción y mencionó que «Don't Stop the Music» es «el adecuado para sitios nocturnos debido a su ligera tonalidad repetitiva». Lamb también subrayó que no importaba la posición que la canción alcanzara dentro de las listas de popularidad, puesto que esta en sí misma ya representa otro importante logro dentro de la carrera de Rihanna. Nick Levine de Digital Spy compartió el punto de Lamb al mencionar que la canción era «brillante» y «magistral». Continuó diciendo que «Don't Stop the Music» es el mejor sencillo que posee la firma de Jackson desde el lanzamiento de su canción «Blood on the Dance Floor» en 1997.

## Vídeo musical
El videoclip de «Don't Stop the Music», dirigido por Taj y Rihanna, fue estrenado en 106 & Park de BET el 20 de julio. El vídeo comienza con Rihanna y unas amigas saliendo de un taxi y entrando en una tienda de dulces. Después se meten en un baño, y se dirigen a un club donde transcurre el resto del video. Todo el video es en una discoteca en la que Rihanna anima a bailar con su canción. El vídeo fue rodado el día siguiente al de «Shut Up and Drive» en Praga. Rihanna utilizó extensiones de pelo para hacer parecer su cabello más largo que en los vídeos de «Umbrella» y «Shut Up and Drive».
Dura 3:55, 32 segundos menos que la canción original. El 17 de enero fue estrenado en Los 10+ Pedidos de MTV Latinoamérica, Región Norte. La posición máxima a la que llegó en Mtv Región Norte fue la Nº1 (la cual ocupó solo dos veces, a pesar de haber estado 57 días en el conteo). En Mtv Región Sur tuvo mayor éxito, pues a pesar de haber estado tan solo 39 días en el conteo ocupó 6 veces el primer lugar, así, este vídeo ha sido el más exitoso de Rihanna hasta el momento en dicha región. Le siguió los pasos a «Umbrella» convirtiéndose en uno de sus más grandes éxitos musicales. «Take A Bow» es el sencillo posterior de Rihanna en solitario.

## Presentaciones en vivo

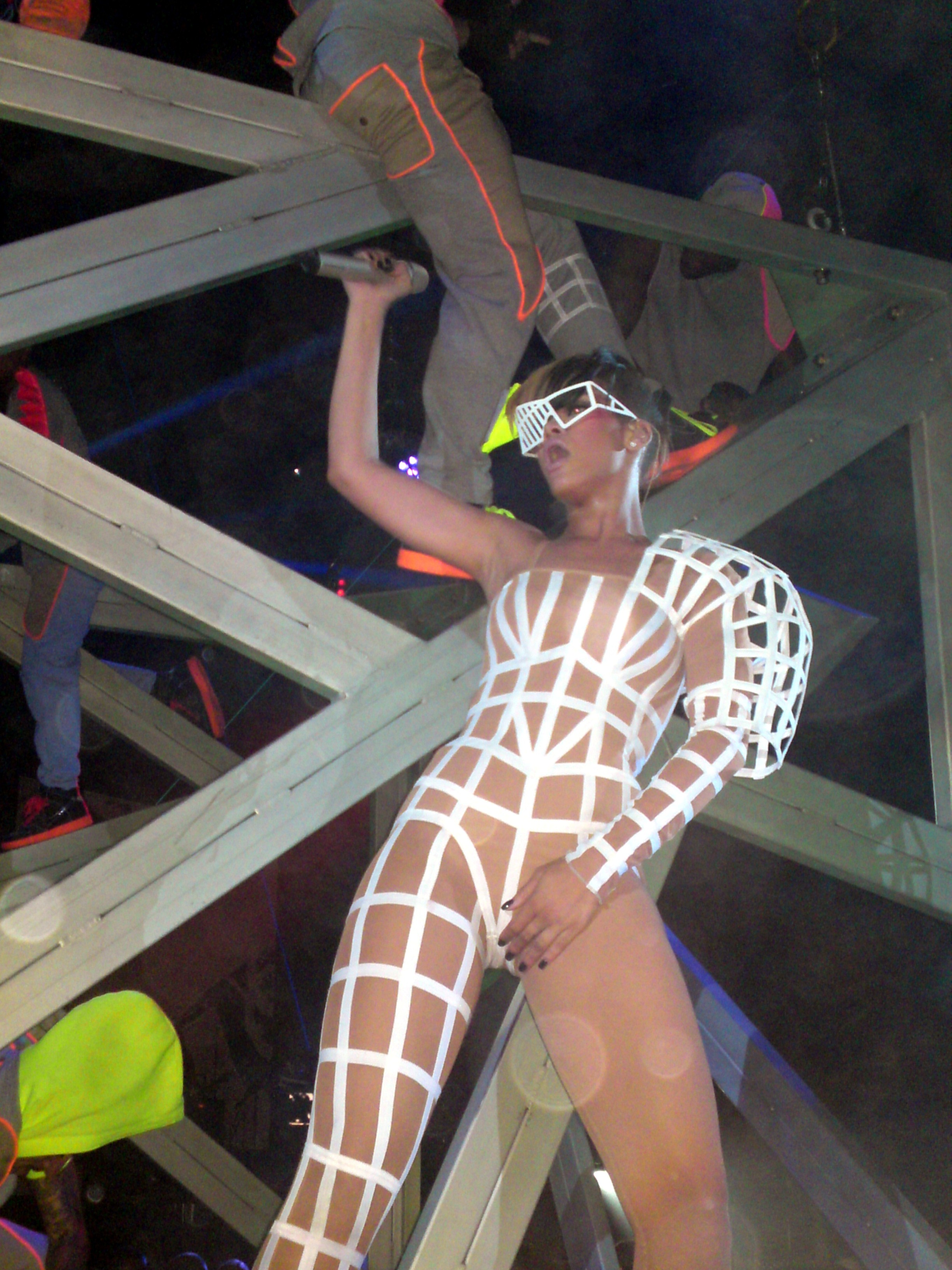
Rihanna, interprete de "Don't Stop The Music".

La canción fue representada en el Good Girl Gone Bad tour. Comienza con Rihanna "pinchando" un disco con el codo, logrando una mezcla entre «Don't Stop the Music» y la canción «Music» de Madonna, quedando así "Please, don't stop the music makes the people come together". La mezcla termina, dando lugar así al comienzo de la canción «Push Up On Me». También pudimos observar la presentación de esta canción en los NRJ Music Awards 2007 donde comienza con un remix de «Pon de Replay» y luego sale Rihanna muy entusiasmada cantanto la canción y baja por unas escaleras, la canción en ese momento también fue un éxito total. Esta ha sido una de sus presentaciones más populares. También canto la canción en el programa de tv de Ellen DeGeneres y en su gira The Last Girl On Earth Tour en esta última se inició con un intro interludio de «Pon de Replay» muy parecido a la apertura de su Good Girl Gone Bad Live; al terminar este intro se escucha una sirena y comienza esta canción con un cubo gigante hecho de la clásica "R" de la intérprete; en el escenario, poco después da paso a «Breakin Dishes» con extractos de «Don't Stop the Music» y «The Glamorous Life», que es un cover de los años 80.
Otra presentaciones fueron en el Loud Tour en esta se inicia sin intro, simplemente es la canción con arreglos caribeños; aparece Rihanna y canta la primera estrofa con una coreografía demasiado alineada y después baja de el escenario para saludar a sus fanes; regresa y termina esta presentación corriendo por todo el escenario.
En el Talk That Talk Summer Tour no tuvo secuencia de coreografía en diversos espectáculos debido a que no eran escenarios propicios, sin embargo esta canción tenía una intro griego que era el tema del tour y después continuaba la canción normal, en algunas ocasiones esta canción se combinaba con «Run This Town» o «Where Have You Been».
Las últimas actuaciones de esta canción se dieron en el 777 Tour y en el Diamonds World Tour en esta última gira el intro de esta canción es el final de «Only Girl (In the World)» en el que se escucha el encore de la canción «Wanna Be Startin' Somethin'» de Michael Jackson y solo se cantó la primera estrofa de la canción y el audio digital hizo participe el coro de esta canción, para lo cual Rihanna se despide por un momento de su público y la canción continua en pista hasta mezclarse con «Where Have You Been».

## Impacto
La canción fue la canción de apertura en Idol Gives Back el 9 de abril de 2008, cantada por los demás concursantes de American Idol como pasado So You Think You Can Dance finalistas a cabo varias rutinas de baile. También fue ofrecido en el D&G desfile de moda, en el Milan Fashion Week Primavera/Verano 2007.
La canción ha sido utilizada en la semana siete de Bailando con las Estrellas por Kristi Yamaguchi y Ballas Marcos y en 2010 2008-2009 medallista de oro olímpico Kim Yu-Na programa de exposiciones.
En 2011, la cantante surcoreana Hyoyeon interpretó la canción en el Girls' Generation Tour.

## Premios y nominaciones
| Año  | Ceremonia                        | Premio                               | Resultado |
| ---- | -------------------------------- | ------------------------------------ | --------- |
| 2008 | Barbados Music Awards            | Mejor Sencillo Pop/R&B               | Ganador   |
| 2008 | Premios Grammy                   | Mejor Grabación de Baile             | Nominado  |
| 2008 | NRJ Music Awards                 | Mejor Canción Internacional          | Ganador   |
| 2008 | MuchMusic Video Awards           | Mejor Artista Internacional de Video | Ganador   |
| 2008 | International Dance Music Awards | Mejor Canción de Baile R&B/Urban     | Ganador   |
| 2008 | International Dance Music Awards | Mejor Canción Pop                    | Nominado  |

## Formatos

### Don't Stop the Music
EU CD single (06025 1746679 1)
UK CD single (0602517621619)
1. «Don't Stop the Music» (Álbum Versión) - 4:27
2. «Don't Stop the Music» (Wideboys Club Mix) - 6:37

EU Maxi-CD single (0602517466760)
AU Maxi-CD single (1746676)
1. «Don't Stop the Music» (Álbum Versión) - 4:27
2. «Don't Stop the Music» (The Wideboys Club Mix) - 6:37
3. «Don't Stop the Music» (Instrumental) - 4:18
4. «Don't Stop the Music» (Video) - 3:59

IT 12" vinyl (TIME 494)
Side A
1. «Don't Stop the Music» (Bob Sinclar Club Mix) - 7:48
2. «Don't Stop the Music» (Bob Sinclar Radio Edit) - 3:27

Side B
1. «Don't Stop the Music» (Jody Den Broeder Big Room Mix) - 10:31
2. «Don't Stop the Music» (Álbum Versión) - 4:27

### Don't Stop the Music: Remixes
US Promo CD single (DEFR 16771-2)
1. «Don't Stop the Music» (Álbum Versión) - 4:27
2. «Don't Stop the Music» (Jody Den Broeder Radio Edit) - 4:22
3. «Don't Stop the Music» (The Wideboys Radio Edit) - 3:10
4. «Don't Stop the Music» (Solitaire's More Drama Edit) - 4:08
5. «Don't Stop the Music» (Jody Den Broeder Big Room Mix) - 10:33
6. «Don't Stop the Music» (The Wideboys Club Mix) - 6:39
7. «Don't Stop the Music» (Solitaire's More Drama Remix) - 8:08
8. «Don't Stop the Music» (Jody Den Broeder Big Room Dub) - 8:34
9. «Don't Stop the Music» (The Wideboys Dub Mix) - 6:44
10. «Don't Stop the Music» (Solitaire's More Drama Dub) - 7:38

UK Promo CD single (DONTSTOPCJ1)
1. «Don't Stop the Music» (Álbum Versión) - 4:27
2. «Don't Stop the Music» (Jody Den Broeder Radio Edit) - 4:22
3. «Don't Stop the Music» (The Wideboys Radio Edit) - 3:10
4. «Don't Stop the Music» (Solitaire's More Drama Edit) - 4:08
5. «Don't Stop the Music» (Jody Den Broeder Big Room Mix) - 10:33
6. «Don't Stop the Music» (The Wideboys Club Mix) - 6:39
7. «Don't Stop the Music» (Solitaire's More Drama Remix) - 8:08
8. «Don't Stop the Music» (Jody Den Broeder Big Room Dub) - 8:34
9. «Don't Stop the Music» (The Wideboys Dub Mix) - 6:44
10. «Don't Stop the Music» (Solitaire's More Drama Dub) - 7:38

UK 2 x 12" promo vinyl (RISTOPVP1)
Side A
1. «Don't Stop the Music» (Jody Den Broeder Big Room Mix) - 10:33

Side B
1. «Don't Stop the Music» (Jody Den Broeder Big Room Dub) - 8:34
2. «Don't Stop the Music» (Jody Den Broeder Radio Edit) - 4:22
3. «Don't Stop the Music» (Solitaire's More Drama Edit) - 4:08

Side C
1. «Don't Stop the Music» (Solitaire's More Drama Remix) - 8:08
2. «Don't Stop the Music» (Solitaire's More Drama Dub) - 7:38

Side D
1. «Don't Stop the Music» (The Wideboys Club Mix) - 6:39
2. «Don't Stop the Music» (The Wideboys Dub Mix) - 6:44
3. «Don't Stop the Music» (The Wideboys Radio Edit) - 3:10

Australian Remixes
1. «Don't Stop the Music» (Álbum Versión) - 4:29
2. «Don't Stop the Music» (Jody den Broeder Radio Edit) - 4:22
3. «Don't Stop the Music» (The Wideboys Radio Edit) - 3:11
4. «Don't Stop the Music» (Solitaire's More Drama Edit) - 4:08
5. «Don't Stop the Music» (Jody den Broeder Big Room Mix) - 10:33
6. «Don't Stop the Music» (The Wideboys Club Mix) - 6:39
7. «Don't Stop the Music» (Solitaire's More Drama Remix) - 8:08
8. «Don't Stop the Music» (Jody den Broeder Big Room Dub) - 8:34
9. «Don't Stop the Music» (The Wideboys Dub Mix) - 6:44
10. «Don't Stop the Music» (Solitaire's More Drama Dub) - 7:38

## Listas y certificaciones

### Listas
| Lista                                         | Mejor Posición |
| --------------------------------------------- | -------------- |
| Australian Singles Chart                      | 1              |
| Australian Urban Chart                        | 1              |
| Ö3 Austria Top 40                             | 1              |
| Bélgica                                       | 1              |
| Bulgaria                                      | 1              |
| Canadian Hot 100                              | 2              |
| República Checa                               | 1              |
| España Los40                                  | 1              |
| Dutch Top 40                                  | 1              |
| Dinamarca                                     | 1              |
| Finlandia                                     | 1              |
| Syndicat National de l'Édition Phonographique | 1              |
| German Singles Chart                          | 1              |
| Hungría                                       | 1              |
| Irish Singles Chart                           | 1              |
| Italia                                        | 1              |
| New Zealand Singles Chart                     | 2              |
| VG-lista                                      | 4              |
| Polonia                                       | 1              |
| Portugal Top 40                               | 2              |
| Eslovaquia                                    | 1              |
| Suecia                                        | 8              |
| Schweizer Hitparade                           | 1              |
| UK Singles Chart                              | 4              |
| EE.UU. Billboard Hot 100                      | 3              |
| EE.UU. Billboard Pop Songs                    | 2              |
| EE.UU. Billboard Hot R&B/Hip-Hop Songs        | 71             |
| EE.UU. Billboard Hot Dance Club Songs         | 1              |
| EE.UU. Billboard Latin Songs*                 | 28             |
| EE.UU. Billboard Digital Songs                | 2              |
| EE.UU. Billboard Radio Songs                  | 3              |
| EE.UU. Billboard Latin Pop Songs              | 29             |
| European Hot 100 Singles                      | 1              |
| EE.UU. Billboard Adult Pop Songs              | 29             |

### Anuales
| 2007                                          |    |
| Ö3 Austria Top 40                             | 15 |
| Bélgica Flandes                               | 14 |
| Bélgica Valonia                               | 39 |
| Syndicat National de l'Édition Phonographique | 12 |
| German Singles Chart                          | 12 |
| Schweizer Hitparade                           | 10 |
| European Hot 100 Singles                      | 16 |
| 2008                                          |    |
| EE.UU. Billboard Digital Songs                | 11 |
| EE.UU. Billboard Pop Songs                    | 11 |
| EE.UU. Billboard Hot 100                      | 17 |
| Canadian Digital Songs                        | 11 |
| European Hot 100 Singles                      | 6  |
| Australian Singles Chart                      | 12 |
| Australian Urban Singles                      | 3  |
| UK Singles Chart                              | 24 |
| Bélgica (Valonia)                             | 2  |
| Bélgica (Flandes)                             | 4  |
| Suiza                                         | 20 |
| 40 Principales                                | 1  |

### Década
| Listas (2000-09)                         | Posición |
| ---------------------------------------- | -------- |
| EE.UU. Billboard Digital Songs of Decade | 53       |
| Australian Singles of Decade             | 60       |
| German Singles Chart                     | 12       |
| Dutch Top 40                             | 35       |
| Austrian Singles Chart                   | 36       |

### Certificaciones
| País           | Certificación | Ventas/Remesas | Ref.   |
| -------------- | ------------- | -------------- | ------ |
| Alemania       | Oro           | 150 000        | [ 22 ] |
| Australia      | 5× Platino    | 350 000        | [ 23 ] |
| Bélgica        | Oro           | 25 000         | [ 24 ] |
| Brasil         | Platino       | 100 000        | [ 25 ] |
| Dinamarca      | Platino       | 15 000         | [ 26 ] |
| España         | 7× Platino    | 560 000        | [ 27 ] |
| Estados Unidos | 4× Platino    | 3 700 000      | [ 28 ] |
| Finlandia      | Oro           | 6 194          | [ 30 ] |
| Nueva Zelanda  | Oro           | 7 500          | [ 31 ] |
| Reino Unido    | Oro           | 400 000        | [ 32 ] |
| Suecia         | Platino       | 40 000         | [ 33 ] |

## Sucesiones
| Predecesor: "Hamma!" de Culcha Candela                     | German Singles Chart - Sencillo número uno 6 de octubre de 2007 - 13 de octubre de 2007                                                   | Sucesor: "Junge" de Die Ärzte                                                 |
| Predecesor: "1973" de James Blunt                          | Austria Top 40 - Sencillo número uno 10 de octubre de 2007 - 9 de noviembre de 2007                                                       | Sucesor: "Du hast den schönsten Arsch der Welt" de Alex C. con Y-ass          |
| Predecesor: "Elle" de Melissa M                            | French Singles Chart - Sencillo número uno 27 de octubre de 2007 - 3 de noviembre de 2007                                                 | Sucesor: "Quelque part" de Sheryfa Luna                                       |
| Predecesor: "1973" de James Blunt "No One" de Alicia Keys  | Swiss Singles Chart - Sencillo número uno 28 de octubre de 2007 - 4 de noviembre de 2007 18 de noviembre de 2010 - 2 de diciembre de 2010 | Sucesor: "No One" de Alicia Keys "Apologize" de Timbaland junto a OneRepublic |
| Predecesor: "Kom dans met mij" de Laura Lynn & Frans Bauer | Belgium Singles Chart (Flanders) - Sencillo número uno 15 de diciembre de 2007 - 9 de febrero de 2008                                     | Sucesor: "Bleeding Love" de Leona Lewis                                       |
| Predecesor: "Garçon" de Koxie                              | Belgium Singles Chart (Wallonia) - Sencillo número uno 22 de diciembre de 2007 - 9 de febrero de 2008                                     | Sucesor: "New Soul" de Yael Naim                                              |
| Predecesor: "Bleeding Love" de Leona Lewis                 | Australia Singles Chart- Sencillo número uno 18 de febrero de 2008 - 25 de febrero de 2008 3 de marzo de 2008 - 24 de marzo de 2008       | Sucesor: "Bleeding Love" de Leona Lewis "Low" de Flo Rida con T-Pain          |

## Lanzamiento
| País           | Día                     | Formato          | Compañía    |
| -------------- | ----------------------- | ---------------- | ----------- |
| Estados Unidos | 27 de diciembre de 2006 | Radio            | Def Jam/SRP |
| Alemania       | 7 de agosto de 2007     | Descarga digital | Def Jam/SRP |
| Estados Unidos | 15 de enero de 2008     | Descarga digital | Def Jam/SRP |
| Reino Unido    | 4 de febrero de 2008    | Sencillo en CD   | Def Jam     |